# Johann Ludwig Burckhardt

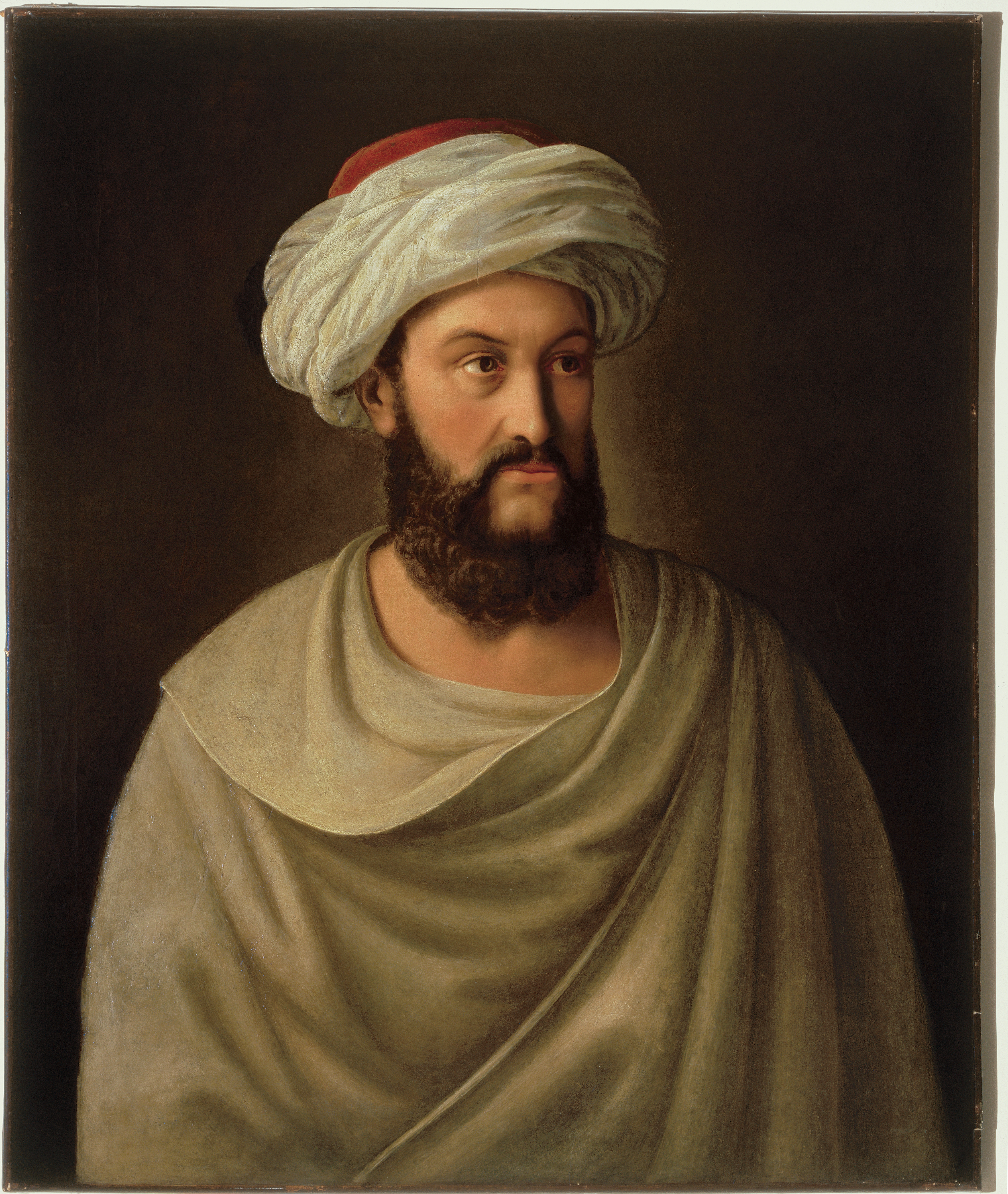
Johann Ludwig Burckhardt als Scheich Ibrahim. Gemälde von Sebastian Gutzwiller, um 1830, nach einer Zeichnung von Henry Salt vom Februar 1817.

Johann Ludwig Burckhardt (* 25. November 1784 in Lausanne; † 15. Oktober 1817 in Kairo) war ein Schweizer Orientreisender. Während seines Aufenthalts im Orient nannte er sich Scheich Ibrahim ibn Abdallah. Bekannt ist er vor allem als Wiederentdecker der Nabatäerstadt Petra und des grossen Tempels von Abu Simbel. Zudem war er der erste Europäer der eine ausführliche Beschreibung der heiligen Stätten des Islam, Mekka und Medina, vorlegte. Weniger bekannt, aber wohl ebenso bedeutend sind seine präzisen und umfangreichen ethnographischen Aufzeichnungen.

## Name

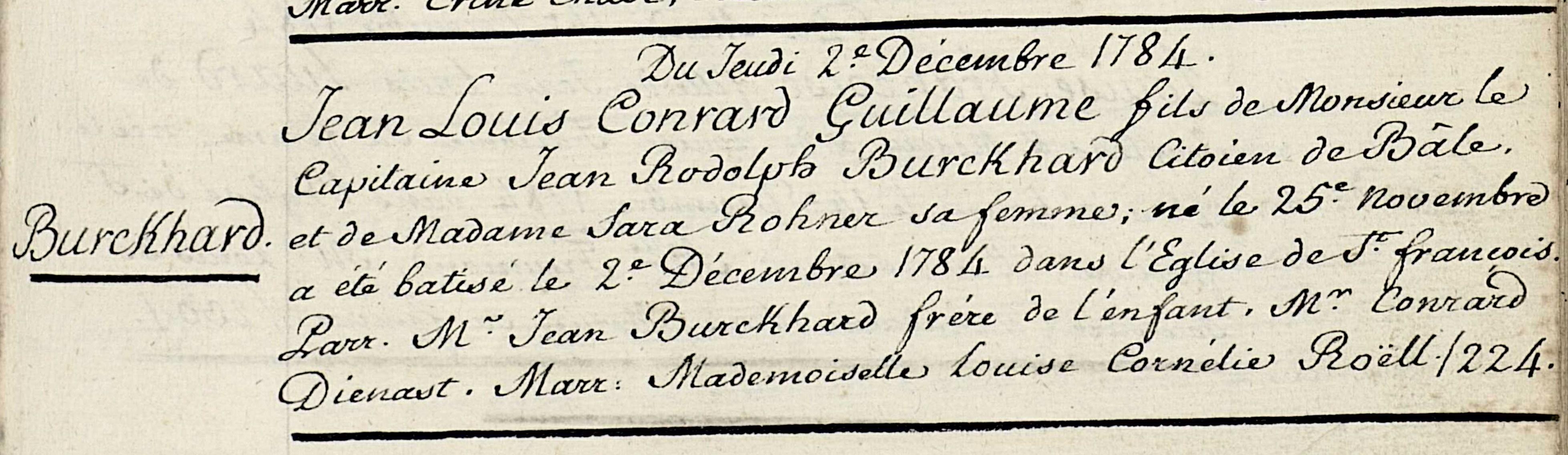
Lausanner Taufregistereintrag

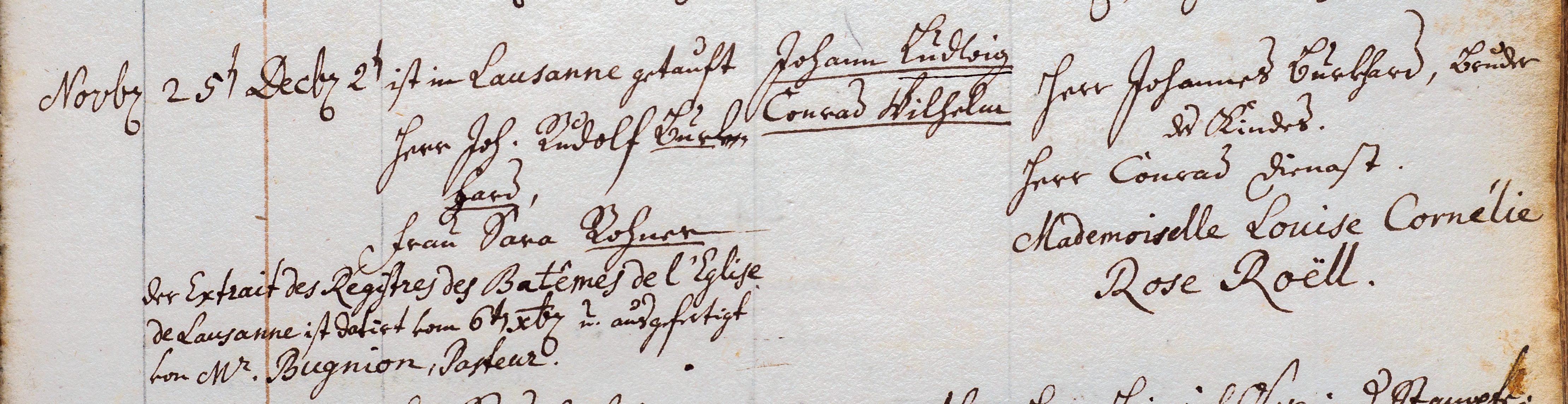
Basler Taufregistereintrag

Johann Ludwig Burckhardt wurde am 25. November 1784 in Lausanne geboren und am 2. Dezember ebenda in der Église Saint-François getauft und ins dortige Taufregister eingetragen. Nach der Rückkehr nach Basel wurde seine Taufe auch ins Taufregister der Basler Kirchgemeinde St. Elisabeth eingetragen. Der Eintrag in Lausanne erfolgte auf Französisch (Jean Louis Conrard Guillaume), der Eintrag in Basel auf Deutsch (Johann Ludwig Conrad Wilhelm).
Seine Briefe an die Eltern und Geschwister unterschrieb er mit Louis oder J. Louis, so dass die Vermutung naheliegt, dass er in der Familie so genannt wurde. In England nannte er sich John Lewis. Auf seinen Reisen durch den Orient nannte er sich Scheich Ibrahim ibn Abdallah (الشيخ إبراهيم بن عبد الله), und unter diesem Namen wurde er in Kairo begraben.
Seine Reiseberichte wurden zwischen 1819 und 1831 von der englischen African Association in englischer Sprache unter dem Namen John Lewis Burckhardt herausgegeben. Die Übersetzungen ins Deutsche erschienen ab 1820 unter dem Namen Johann Ludwig Burckhardt.

## Leben

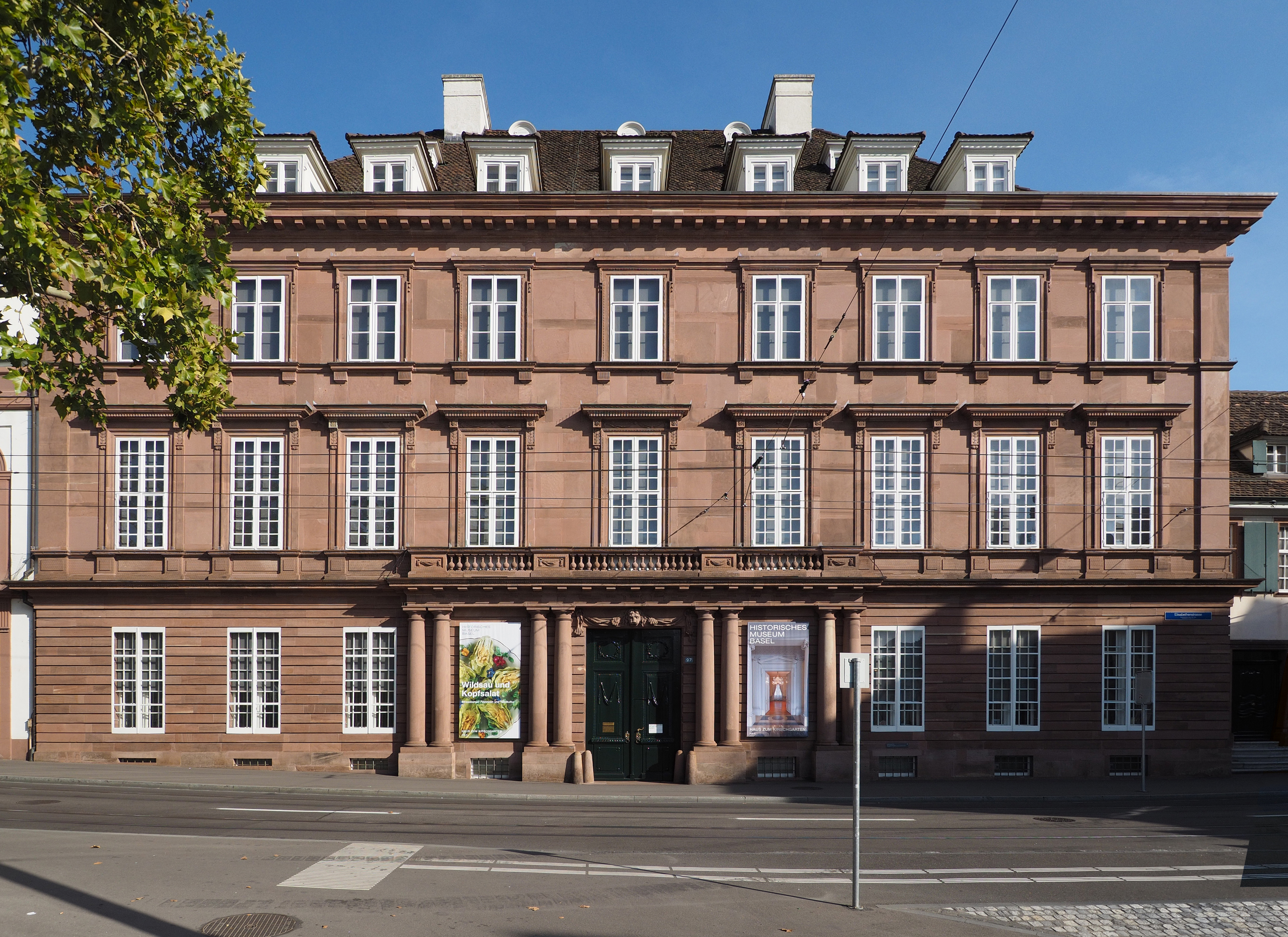
Haus zum Kirschgarten, heutige Fassade zur Elisabethenstrasse

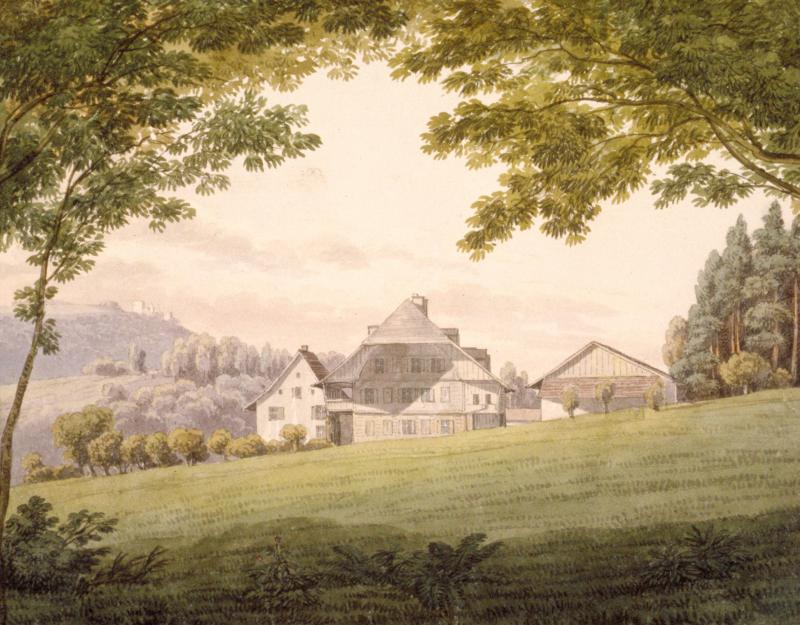
Das Landgut Ernthalde um 1875, Aquarell von Samuel Birmann

### Herkunft
Die Familie Burckhardt ist seit dem 16. Jahrhundert in Basel ansässig, wo sie schnell zu einer der reichsten und einflussreichsten Familien der Stadt aufstieg. Johann Ludwigs Vater Johann Rudolf Burckhardt liess sich 1775 im Alter von nur 25 Jahren ein prächtiges Stadtpalais errichten, das er Haus zum Kirschgarten nannte.
1794 kaufte er oberhalb von Gelterkinden Land und liess sich mit grossem Aufwand eine herrschaftliche Sommerresidenz errichten, die er Ernthalde (Ärntholden) nannte. Der Besitz eines Landguts im oberen Baselbiet gehörte damals bei den vornehmen Basler Familien quasi zum guten Ton. Nebst dem Wohnhaus im Stil eines Emmentaler Bauernhauses umfasste die Ernthalde Nebengebäude und Stallungen sowie eine kleine Ermitage mit gotischer Kapelle, Weiher, Fusswegen und Sitzgelegenheiten, die vermutlich durch die Arlesheimer Ermitage inspiriert war. Die Anlage stiess bei seinen Gästen allenthalben auf Begeisterung.
Johann Rudolf Burckhardt war politisch erzkonservativ und ein erbitterter Gegner der Ideen der französischen Revolution und der in ihrem Gefolge errichteten Helvetischen Republik – eine Haltung, die später auch von Johann Ludwig geteilt wurde. Er machte aus seinen antirepublikanischen Ansichten keinen Hehl und geriet so in scharfen Konflikt zu Peter Ochs. Als er des Verrats schuldig befunden und verurteilt wurde, verliess er 1798 die Stadt und verlegte den Wohnsitz auf die Ernthalde. Nach einem politisch bedingten Auslandaufenthalt kehrte er nach Inkrafttreten der Mediationsverfassung von 1803 auf die Ernthalde zurück, die bis zu seinem Tod 1813 sein Wohnsitz blieb.

### Kindheit und Schule

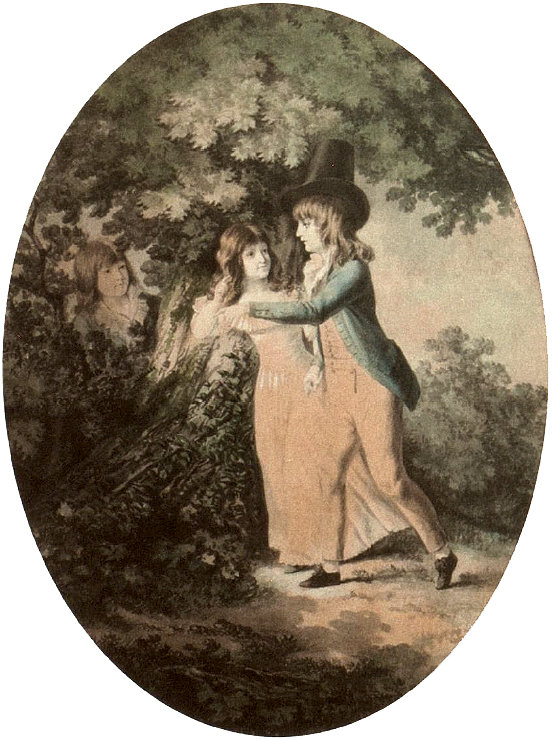
Johann Ludwig Burckhardt (links hinter dem Baum) im Spiel mit dem älteren Bruder Georg und der jüngeren Schwester Rosine auf der Ernthalde. Aquarell von 1795, Maler unbekannt.

Bevor sie das Landgut Ernthalde besass, verbrachte die Familie Burckhardt die Sommermonate jeweils bei Freunden am Genfersee. So wurde Johann Ludwig 1784 als «Ferienkind» in Lausanne geboren.
Seine Kindheit verbrachte er in Basel im Haus zum Kirschgarten, die Sommermonate ab 1794 auf dem Landgut Ernthalde. Die Aufenthalte auf der Ernthalde gehörten zu seinen liebsten Kindheitserinnerungen. 1798 zog die Familie aus politischen Gründen ganz auf die Ernthalde. Die schulische Grundausbildung erhielt er von einem Hauslehrer, wie es damals in den vornehmen Familien üblich war. Als er 1799 14-jährig ins Gymnasium übertrat, besuchte er dieses wegen der politischen Gesinnung des Vaters nicht im republikanischen Basel, sondern wurde in ein Internat im damals preussischen Neuchâtel geschickt.

### Studien
Johann Ludwig Burckhardt war sehr vielseitig interessiert, so dass er sich lange nicht für eine Studienrichtung entscheiden konnte. Klar war, dass er wegen der politischen Verhältnisse nicht in Basel studieren würde. So wurde er Ende 1800 nach Leipzig geschickt, das noch nicht von Napoleon besetzt war. Dort belegte er an der Universität verschiedene Fächer, unter anderem Statistik, allgemeine Geschichte, Mathematik und Sprachen. Dieses Streben nach universeller Bildung war für ihn typisch und wurde für seine spätere Laufbahn bedeutend. Auf Drängen seines älteren Bruders studierte er auch Rechtswissenschaften, wobei er dieses Studium aber nur als Sprungbrett für eine Karriere im diplomatischen Dienst betrachtete, die er nun ins Auge zu fassen begann. Daneben zeugen seine Briefe durchaus auch von einem lebhaften Studentenleben. 1804 wechselte er an die Universität Göttingen, wo er seine Studien abschloss.

### Aufenthalt in England

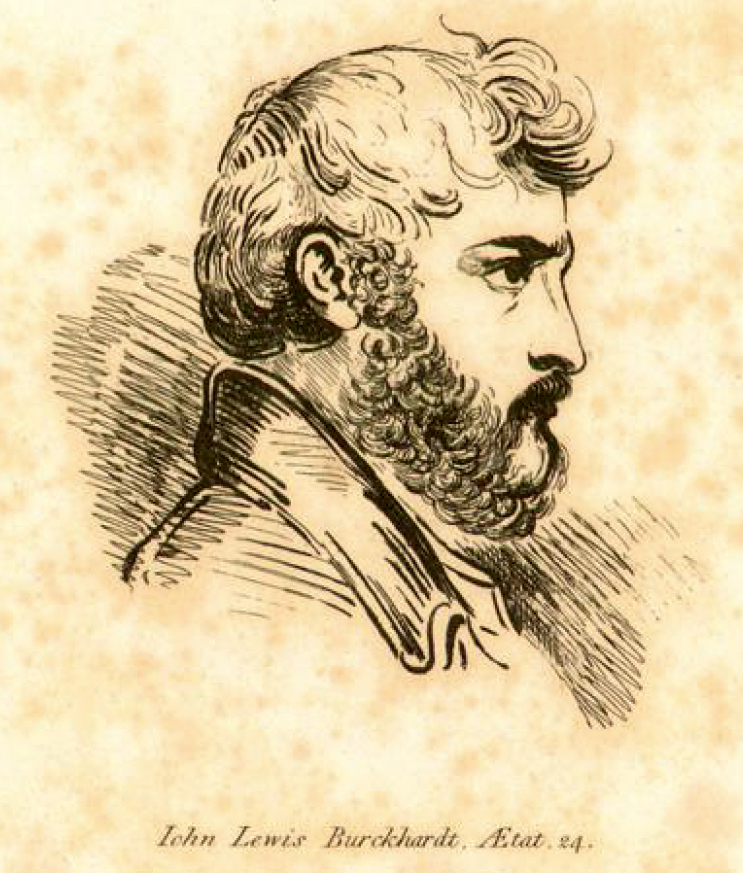
Johann Ludwig Burckhardt im Alter von 24 Jahren. Frontispiz von Travels in Nubia, nach einer Zeichnung von Joseph Slater. Den Bart liess er sich vermutlich bereits als Vorbereitung für seine Reise wachsen.

Nach einem kurzen Aufenthalt in Basel reiste er 1805 21-jährig nach London. Trotz hochkarätiger Empfehlungsschreiben gelang es ihm allerdings nicht, in eine diplomatische Karriere einzusteigen – Grossbritannien hatte genügend eigene begabte junge Leute. Gleichzeitig traf wegen der französischen Kontinentalsperre auch die finanzielle Unterstützung aus der Schweiz nur noch unregelmässig ein, so dass er sich zeitweise in finanzieller Not befand und sich nur noch von Brot und Käse ernährte. In seinen Briefen schrieb er über die merkwürdige Situation, tagsüber in den besten Kreisen zu verkehren und dann abends verstohlen in einer Nebengasse billigste Lebensmittel einzukaufen. Er nannte diese Situation aber auch eine lehrreiche Erfahrung.
Nach fast zwei Jahren erfolgloser Stellensuche fand Burckhardt endlich eine Anstellung in Form eines Forschungsauftrags. Für die African Association sollte er die sogenannte Fessan-Karawane begleiten, die Handelsgüter zwischen Ägypten und Zentralafrika transportierte. Er sollte dabei den Handelsweg zwischen Kairo und Timbuktu erkunden, sich über mögliche Absatzmärkte für englische Güter und über Bodenschätze informieren und allgemein das Innere des noch weitgehend unbekannten Kontinents erforschen.
Als – von der African Association bezahlte – Vorbereitung studierte er ein Jahr lang an der Universität Cambridge Arabisch und besuchte Vorlesungen in Astronomie, Chemie, Minearologie, Botanik und Medizin. Burckhardt suchte auch den Kontakt zu erfahrenen Forschungsreisenden, von denen er sich beraten liess.

### Die Reisen
Die Gebiete, die Burckhardt abweichend von den ursprünglichen Plänen schliesslich bereiste, also die Levante, Ägypten, der Hedschas und der Sinai, gehörten damals alle zum Osmanischen Reich.

#### Aleppo und Damaskus
Im Juli 1809 traf Burckhardt in Aleppo ein. Er gab sich den Namen Scheich Ibrahim ibn Abdallah, kleidete sich arabisch und gab sich als indischer Muslim aus, der für eine britische Handelsgesellschaft unterwegs war. So konnte er seine Unvollkommenheit in Sprache und Sitten erklären.
Geplant war, dass Burckhardt ein Jahr in Aleppo verbringen würde, um als Vorbereitung für die Reise nach Timbuktu seine Kenntnisse in Sprache und Sitten zu vertiefen. Er erkannte jedoch, dass diese Zeit nicht ausreichen würde, und so erlaubte ihm die African Association, seinen Aufenthalt zu verlängern. Übungshalber übersetzte er den Robinson Crusoe ins Arabische, womit er gleichzeitig auch der African Association beweisen konnte, dass seine Sprachstudien Fortschritte machten. Allerdings beklagte er sich, dass Aleppo eine reine Handelsstadt sei, in der es kaum gebildete Leute gebe, die die arabische Grammatik korrekt beherrschten, was insbesondere fürs Koranstudium sehr hinderlich sei. Er begann auch bald, wertvolle arabische Handschriften zu kaufen; am Ende seines Orientaufenthalts umfasste seine Sammlung über dreihundert Bände, die er testamentarisch der Universität Cambridge vermachte.

#### Reisen durch Syrien
Zwischen 1810 und 1812 unternahm er von Aleppo und Damaskus aus mehrere längere Reisen durch Syrien, unter anderem nach Palmyra und in den Hauran, den vor ihm noch kaum ein Europäer bereist hatte. Seine Berichte aus dieser Region stiessen in England auf grosses Interesse.
Auf der Reise von Aleppo nach Damaskus entdeckte er am 22. Februar 1812 in Hama einen Stein mit ihm unbekannten Zeichen. Er schrieb: «[…] an der Ecke eines Hauses im Bazar ist ein Stein mit einer Menge kleiner Figuren und Zeichen, die mir eine Art hieroglyphischer Schrift zu seyn scheinen; wiewohl sie der ägyptischen nicht ähnlich ist.» Burckhardt mass diesen Zeichen aber keine besondere Bedeutung bei, und obwohl er sonst wenn immer möglich jede Inschrift abschrieb, so kopierte er diese Zeichen nicht. Seine beiläufige Bemerkung weckte in England denn auch keinerlei Interesse; erst 1870 interessierte sich Richard Francis Burton für diese Hieroglyphen. Heute weiss man, dass Burckhardt mit seiner Bemerkung den ersten Bericht über luwische Hieroglyphen nach Europa gesandt hatte. Der Stein befindet sich seit 1877 im Besitz des Archäologischen Museums in Istanbul.
Während seiner Reisen durch Syrien kam Burckhardt erstmals mit Beduinen in Kontakt. Er erhielt einen Einblick in eine Kultur, die nicht nur in Europa weitestgehend unbekannt war, sondern von der auch die sesshaften Araber nur ein verzerrtes Bild hatten. Obwohl er auch negative Erfahrungen machen musste – so wurde er etwa mehrmals ausgeraubt –, verspürte er den Beduinen gegenüber eine grosse Sympathie. In der Beschreibung der Beduinen zeigt sich Burckhardt trotz seines aufgeklärten und für seine Zeit erstaunlich neutralen Blicks auch als Kind seiner Zeit, erkennt man in seinen Notizen doch immer wieder Anklänge an Jean-Jacques Rousseaus Bild des «edlen Wilden», der noch nicht durch die Zivilisation verdorben wurde. Auch den Wahhabismus der Beduinen bewertete Burckhardt grundsätzlich positiv. Hierbei dürfte seine evangelisch-reformierte Erziehung eine Rolle gespielt haben, entspricht der Wahhabismus in seinem Kern doch dem reformatorischen Prinzip der sola scriptura.

#### Von Damaskus nach Kairo, Wiederentdeckung von Petra

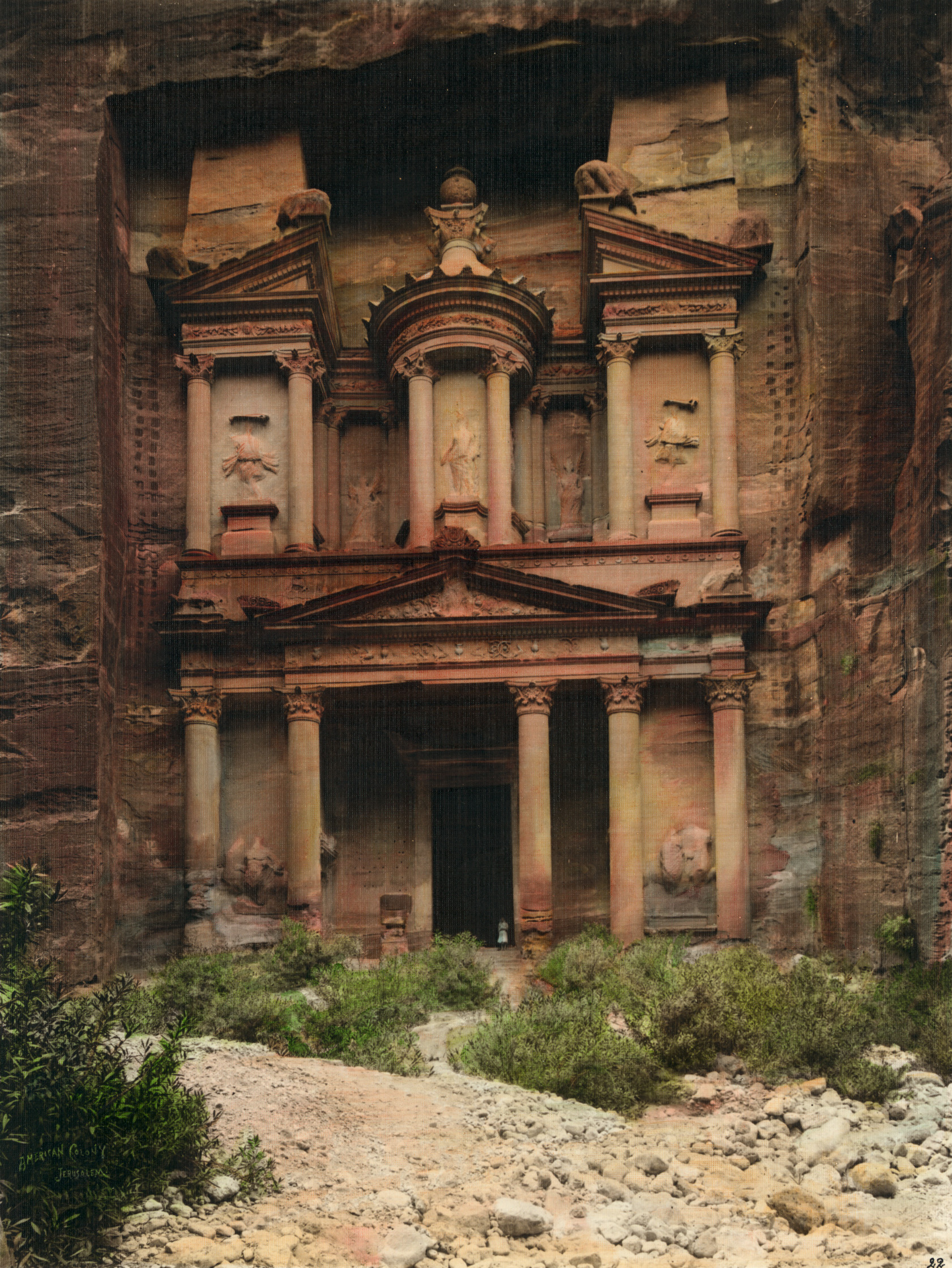
Das Khazne al-Firaun («Schatzhaus des Pharao») in Petra. Handkolorierte Fotografie, zwischen 1900 und 1914.

Am 18. Juni 1812 brach Burckhardt von Damaskus aus nach Kairo auf, dem Ausgangspunkt der geplanten Reise nach Timbuktu. Auf dieser Reise entdeckte er am 22. August die Ruinen der Nabatäerstadt Petra. Diese Entdeckung war kein Zufallsfund, sondern Burckhardt suchte basierend auf Erzählungen von Einheimischen und auf Quellenstudien gezielt nach der Stadt.
Burckhardt beschreibt die Entdeckung von Petra mit folgenden Worten:

«Ich war besonders begierig, Wady Musa zu besuchen, von dessen Alterthümern ich die Landleute in Ausdrücken grosser Bewunderung reden gehört hatte. […] Mein Führer sagte mir, dass es in diesem Thale keine Alterthümer gebe; allein das Zeugniß dieser Leute über solche Dinge verdient wenig Glauben. […] Nachdem wir ohngefähr 20 Minuten zwischen den Felsen fortgegangen waren, kamen wir an eine Stelle, wo der Weg sich erweitert und wo das Bett eines andern von Süden kommenden Stromes sich mit dem Syf vereinigt. An der Seite des senkrechten, dem Ausgange des Haupttheiles gerade gegenüberstehenden Felsen, erblickten wir ein ausgehöhltes Grabmal, dessen Lage und Schönheit nothwendig einen außerordentlichen Eindruck auf einen Reisenden hervorbringen müssen, der fast eine halbe Stunde lang auf einem so dunkeln fast unterirdischen Wege, wie der beschriebene war, gegangen ist. […] Die Eingeborenen nennen dieses Denkmal Kaßr Faraûn oder Kastell des Pharao, und behaupten, daß es die Residenz eines Fürsten gewesen. Allein es war wohl eher ein fürstliches Grabmal. […] Vergleicht man die in Reland’s Palaestina citierten Stellen der alten Autoren, so wird es sehr wahrscheinlich, daß die Ruinen in Wady Musa die des alten Petra sind […]»

Burckhardt beschreibt an dieser Stelle aber auch sehr anschaulich das grosse Misstrauen, mit dem er ständig konfrontiert war, und die Gefahr, in der er sich dadurch befand:

„Ich bedaure, daß ich von denselben keinen sehr vollständigen Bericht ertheilen kann. Allein ich kannte den Charakter der Leute rund umher. Ich war ohne Schutz mitten in einer Wüste, wo nie zuvor ein Reisender sich hatte sehen lassen; und eine sorgfältige Untersuchung dieser Werke der Ungläubigen, wie man sie nennt, würde den Verdacht erweckt haben, daß ich ein Zauberer sey, der Schätze suche. Man würde mich wenigstens aufgehalten, […] höchst wahrscheinlich aber ausgeraubt haben. […] Es ist für Europäische Reisende sehr unangenehm, daß die Idee von Schätzen, die in den alten Gebäuden versteckt liegen, in den Seelen der Araber und Türken so fest gewurzelt ist. Sie begnügen sich nicht damit, Tritte und Schritte des Fremden zu bewachen, sondern glauben, daß ein rechter Zauberer nur den Fleck gesehen und sich gemerkt zu haben braucht, wo die Schätze verborgen liegen, von denen er nach ihrer Meinung durch die Bücher der Ungläubigen, welche an dem Orte lebten, bereits unterrichtet ist, um in der Folge, nach seiner Bequemlichkeit, den Hüter derselben zur Auslieferung zu zwingen. […] Wenn der Reisende die Dimensionen eines Gebäudes oder einer Säule aufnimmt, so sind sie überzeugt, es sey ein magischer Prozeß. Selbst die am liberalsten gesinnten Türken in Syrien haben dieselbern Ansichten. […] ‹Maû Delayl, er hat Anzeigen von Schätzen bey sich›, ist ein Ausdruck, den ich hundertmal gehört habe.“

So unternahm er die mehrtägige Exkursion nach Petra unter dem Vorwand, er habe ein Gelübde abgelegt, am Grab Aarons eine Ziege zu opfern. Dieses befindet sich rund vier Kilometer westlich von Petra.

#### Erste Nubienreise, Abu Simbel
Burckhardt kam am 3. September 1812 in Kairo an. Es war geplant, dass er sich hier für seine eigentliche Forschungsreise nach Süden der Fessan-Karawane anschliessen sollte, die jährlich kurz vor dem Wallfahrtsmonat in Kairo eintraf. Er musste aber erfahren, dass diese Karawane aufgrund einer Epidemie schon seit mehreren Jahren ausgeblieben war. Um die Wartezeit bis zur nächsten Karawane sinnvoll zu nutzen, entschloss sich Burckhardt, dem Nil nach Süden zu folgen und Nubien zu erkunden. Die African Association war mit diesem Plan einverstanden und sagte ihm die notwendige Unterstützung zu.
Am 11. Januar 1813 brach Burckhardt zu seiner ersten Nubienreise auf. Er folgte dem rechten (also östlichen) Ufer des Nils. Wegen verschiedener Konflikte zwischen den Mamluken und dem Pascha von Ägypten musste er stets auf der Hut sein, nicht in den Verdacht zu geraten, ein Spion des Paschas zu sein. Die Situation wurde ihm schliesslich zu brenzlig, so dass er die Reise bei Kulb abbrach und umkehrte.

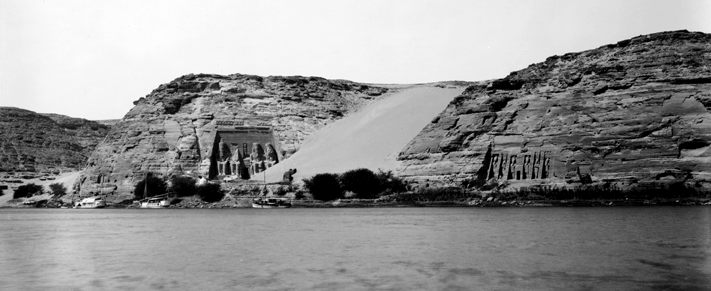
Links der weitgehend freigelegte grosse Tempel von Abu Simbel, rechts der kleinere Hathor-Tempel (um 1905)

Auf dem Rückweg folgte er dem linken Nilufer. Dieser Weg führte am bekannten Hathor-Tempel von Abu Simbel vorbei. Beim Besuch dieses Tempels entdeckte Burckhardt am 22. März zufällig die fast vollständig von Sand verschütteten Statuen eines weiteren, viel grösseren Tempels. Er schrieb:

„Da ich meiner Meinung nach alle Alterthümer von Eksambal begehen zu haben glaubte, so wollte ich schon der Sandseite des Berges auf dem nämlichen Pfade hinaufsteigen, auf dem ich herabgekommen war; als ich mich glücklicherweise weiter hin nach Süden umsah, fiel mir das, was noch von vier ungeheuren Colossalstatuen, die aus dem Felsen gehauen sind, sichtbar ist in einer Entfernung von ungefähr zweihundert Schritten vom Tempel in die Augen. Sie stehen in einer tiefen Schlucht, die man in den Berg gemacht hat, allein es ist sehr zu bedauern, daß sie jetzt fast ganz vom Sande begraben sind, welcher hier in Strömen herabgeweht wird. Der ganze Kopf und ein Theil der Brust und der Arme von Einer der Statuen ragen noch über die Oberfläche hervor; von der zunächstehenden [sic] ist kaum noch irgend etwas sichtbar, da der Kopf abgebrochen und der Leib bis über die Schultern mit Sand bedeckt ist; von den beiden andern sind bloß noch die Mützen sichtbar.“

Mit seiner Beschreibung lieferte Burckhardt der europäischen Welt den ersten Bericht über den grossen Tempel von Abu Simbel. Den Eingang zum Tempel fand 1817 Giovanni Battista Belzoni.
Am 9. April 1813 erreichte Burckhardt Esna. Von hier aus wollte er sich für eine zweite Reise in den Süden einer Karawane anschliessen. Aus verschiedenen Gründen fielen aber mehrere geplante Karawanen aus, so dass er fast ein Jahr lang in Esna festsass. Die Zeit nutzte er, um seine Reisenotizen zu ergänzen und zu überarbeiten.

#### Nubien und Hedschas, Mekka und Medina

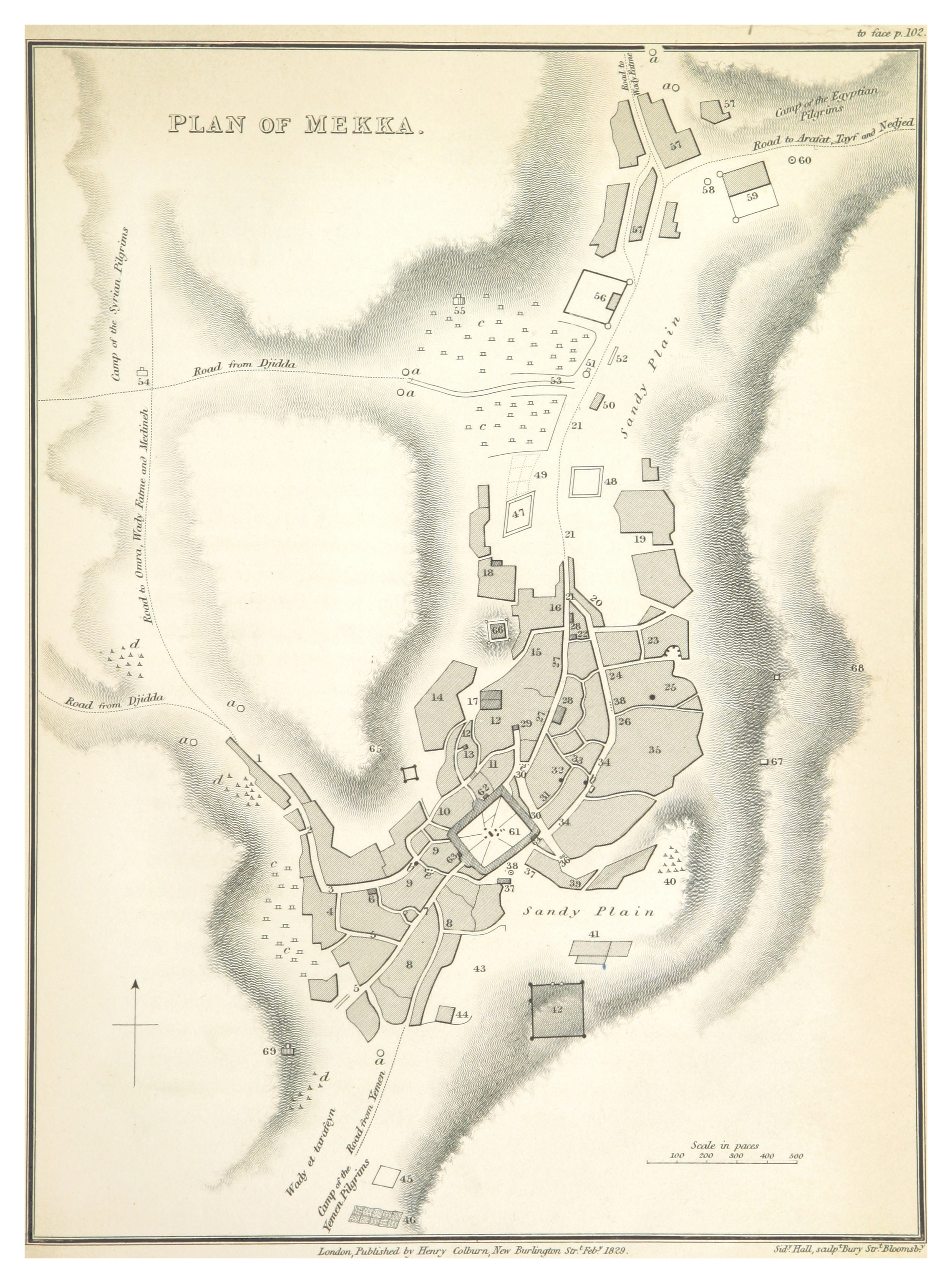
Übersichtsplan von Mekka. Aus Travels in Arabia, nach der Zeichnung von Johann Ludwig Burckhardt.

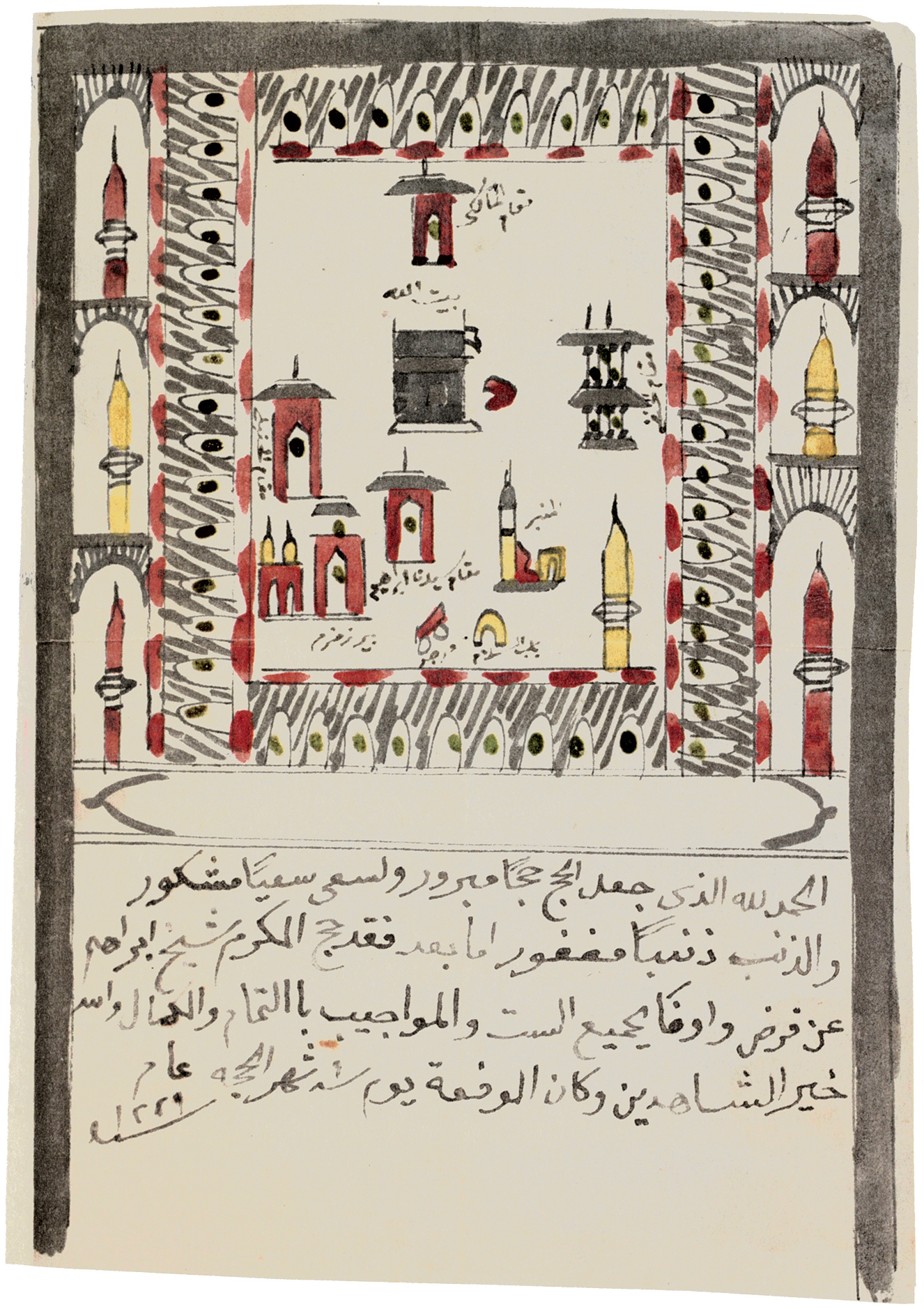
Die Haddsch-Urkunde für Scheich Ibrahim

Im Frühjahr 1814 brach Burckhardt schliesslich zu seiner zweiten Reise in den Süden auf. Sein Ziel war der Hedschas, wo er an der Haddsch, der Pilgerfahrt nach Mekka, teilnehmen wollte. Die African Association hatte ihn gebeten, detaillierte Informationen über die Wahhabiten zu sammeln, deren Macht und Einfluss auf der arabischen Halbinsel sich zu dieser Zeit auf einem ersten Höhepunkt befand.
Die Reise führte ihn zuerst nach Schandi, eine der grössten Handelsstädte im östlichen Sudan, wo auch Waren aus Europa gehandelt wurden und wo es auch einen grossen Sklavenmarkt gab. Burckhardt schätzte die Gesamtzahl der Sklaven in Ägypten auf etwa 40’000, wovon rund 2/3 männlich seien. Es gebe kaum ein Dorf, in dem nicht mindestens ein oder zwei Sklaven lebten, und jeder Mann von Vermögen besitze mindestens einen. Burckhardt beschrieb ausführlich die Behandlung der Sklaven, die je nach deren Bestimmung sehr unterschiedlich ausfallen konnte.
Burckhardt blieb einen ganzen Monat in Schandi, um die politischen Verhältnisse und die Handelsströme zu beschreiben. Er kaufte sich selbst einen 14-jährigen Sklaven, einerseits als Diener, was auch sein soziales Ansehen verbesserte, andererseits lieferte ihm dieser auch eine Rechtfertigung für seine Reise, da er erzählen konnte, dass er den Sklaven mit Gewinn weiterverkaufen wolle. Das Damoklesschwert, als Spion zu gelten, hing ständig über ihm.
Von Schandi reiste er über Sawakin und das Rote Meer nach Dschidda weiter. Dort gelang es ihm nicht, einen Wechsel einzulösen, so dass er den Sklaven verkaufen musste, um zu Geld zu kommen. Als der osmanische Gouverneur von Dschidda, Mohammed Ali Pascha, von Burckhards Anwesenheit und seinen Geldproblemen erfuhr, unterstützte er ihn finanziell. Er liess ihn durch seine Rechtsgelehrten auf seine Gläubigkeit hin überprüfen, und nachdem kein Makel gefunden wurde, durfte Burckhardt seine Reise nach Mekka fortsetzen.
In Mekka vollzog Burckhardt die vorgeschriebenen Wallfahrtshandlungen und erhielt als Bestätigung die Haddsch-Urkunde. Er hielt sich über drei Monate in Mekka auf. Auch wenn bereits vor ihm Ulrich Jasper Seetzen 1809 die Pilgerfahrt unternommen hatte, so war doch Burckhardt der erste, der einen ausführlichen Bericht über die Haddsch und die Stadt Mekka nach Europa lieferte.
Im Januar 1815 schloss sich Burckhardt einer Karawane nach Medina an. Dort erkrankte er schwer, vermutlich an der Ruhr. Die Beschreibung Medinas fiel deshalb weniger ausführlich aus als die von Mekka, aber sie war doch interessant genug, war die Stadt doch damals in Europa noch weitgehend unbekannt. Erst im April war Burckhardt wieder soweit genesen, dass er die Reise fortsetzen konnte.
Eigentlich hatte Burckhardt geplant, die ganze Reise auf dem Landweg zu absolvieren. Nach der Krankheit fühlte er sich dazu aber zu schwach, so dass er in Yanbu ein Schiff nach Scharm asch-Schaich nahm. Von hier kehrte er auf dem Landweg nach Kairo zurück, das er am 24. Juni 1815 erreichte. In Kairo überarbeitete er seine Reiseberichte. Gesundheitlich erholte er sich nur langsam und wurde immer wieder von Fieberanfällen heimgesucht.

#### Sinai
Im Februar 1816 musste er der African Association mitteilen, dass die erwartete Karawane aus dem Fessan immer noch nicht eingetroffen war. Als im April 1816 in Kairo die Pest ausbrach, entschloss er sich, die Stadt zu verlassen und die Sinai-Halbinsel zu bereisen, denn er hatte beobachtet, dass die Beduinen nie von der Pest heimgesucht wurden. Er besuchte das Katharinenkloster, das er dank eines Empfehlungsschreibens betreten durfte und wo er sich unter anderem für die Bibliothek mit ihren rund 700 arabischen Handschriften interessierte, bestieg den Berg Sinai und bereiste praktisch die ganze Küste des Golfs von Akaba. Die Stadt Akaba selbst besuchte er allerdings nicht, da ihm dies in der damals angespannten politischen Lage ohne Empfehlungsschreiben des Paschas zu gefährlich erschien.

### Letzte Zeit in Kairo

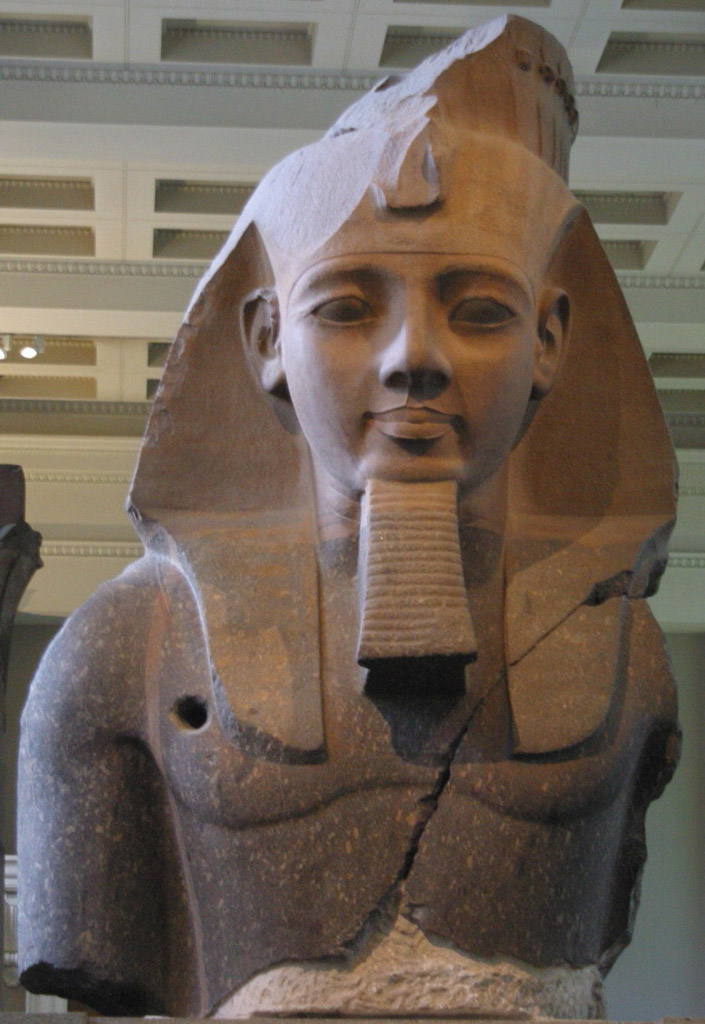
Die Büste Ramses II. im Britischen Museum

Am 13. Juni 1816 kehrte Burckhardt nach Kairo zurück. In seinen Briefen schrieb er, dass er sich nun wieder stark genug fühle, um endlich seinen eigentlichen Auftrag, also die Reise nach Timbuktu, zu erfüllen.
Während der Wartezeit fasste er zusammen mit dem englischen Generalkonsul Henry Salt den Plan, die Büste einer Kolossalstatue des Pharaos Ramses II., die in Theben lag, auf eigene Kosten zu bergen und dem Britischen Museum in London zu schenken, wo sie sich seit 1817 befindet. Auf die Idee dürften sie nicht zuletzt deshalb gekommen sein, weil Napoleon 1798 an der Bergung dieser Büste gescheitert war und sie so ihrem Erzfeind eine zumindest symbolische Niederlage beibringen konnten. Mit der technisch herausfordernden Aufgabe beauftragten sie den Ingenieur Giovanni Battista Belzoni. Der Pascha von Ägypten war sich des Wertes der Statue nicht bewusst, so dass dem Unternehmen von dieser Seite keine Hindernisse in den Weg gelegt und auch keine Gebühren verlangt wurden. Um seine Forschungsreise nicht zu gefährden, achtete Burckhardt streng darauf, dass sein Name in diesem Zusammenhang nicht erwähnt wurde.
Burckhardt wartete nach wie vor vergebens auf die Fessan-Karawane. Im Herbst 1817 erfuhr er jedoch, dass eine Gruppe maghrebinischer Pilger ihren Heimweg von Mekka über Kairo in den Fessan antreten wollte. Die Karawane wurde im Dezember in Kairo erwartet, und Burckhardt plante, sich dieser anzuschliessen. Für diese Reise rechnete er mit einer Dauer von rund drei Jahren.

### Tod
Anfang Oktober 1817 erkrankte Burckhardt erneut vermutlich an der Ruhr, und trotz ärztlicher Betreuung und Einnahme von Medikamenten war sein ausgelaugter Körper der Krankheit diesmal nicht mehr gewachsen. Sein Zustand verschlechterte sich zusehends, und am 15. Oktober schickte Burckhardt nach Henry Salt, um ihm seine letzten Anweisungen anzuvertrauen. In der darauffolgenden Nacht starb er. Seit seiner ersten Ankunft in Aleppo im Sommer 1809 waren etwas mehr als acht Jahre vergangen.

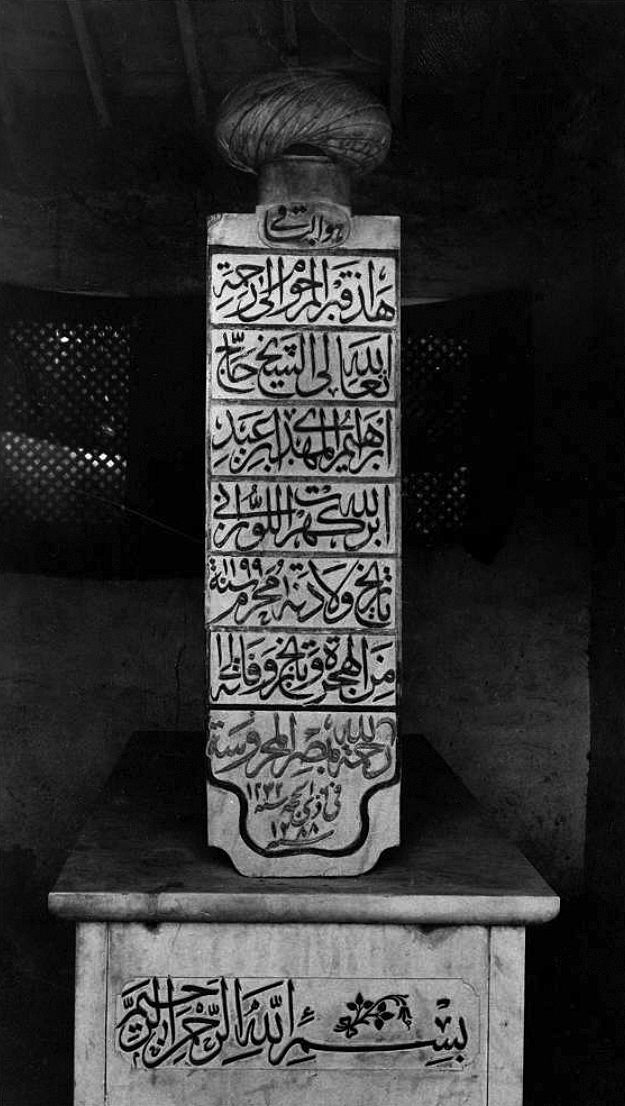
Grabstele von Johann Ludwig Burckhardt in Kairo

Entsprechend seinem Stand als Gelehrter, Haddschi und Scheich wurde Burckhardt nach islamischem Ritus auf dem Friedhof vor dem Bab an-Nasr (dem Siegestor) beigesetzt. Wie das Grab ursprünglich ausgesehen hat, ist unbekannt.

Heute umschliesst ein bescheidenes Grabhäuschen das Grab, und auf dem Grab steht eine Stele mit der arabischen Inschrift: 
Die Stele wurde also erst 56 Jahre nach Burckhardts Tod erstellt.

## Bewertung seiner Arbeit
Heute ist Johann Ludwig Burckhardt vor allem bekannt als Wiederentdecker der Stadt Petra und des grossen Tempels von Abu Simbel, doch sind seine ethnographischen Aufzeichnungen mindestens ebenso bedeutend. Burckhardt war nicht nur einer der ersten Europäer, die diese Gegend bereisten. Seine Beschreibungen der Sitten und Gebräuche, der gesellschaftlichen Strukturen und der politischen Situation sind äusserst detailliert und präzise, sie stiessen bei Geografen und Kartografen, aber auch bei Theologen auf grosses Interesse. Auch wenn gewisse Tendenzen zur Idealisierung der «ursprünglichen» Beduinenkultur spürbar sind, so heben sich seine Werke doch deutlich von den in jener Zeit üblichen romantischen Verklärungen ab. Lange bevor es diesen Begriff gab, wandte Burckhardt eine Methode an, die man heute „teilnehmende Beobachtung“ nennt. Dabei bettete er seine Erfahrungen immer auch in einen historischen, kulturellen und politischen Kontext ein. Seine Beschreibungen des Alltags der Beduinen fanden bis in den Zweiten Weltkrieg hinein Eingang in die Handbücher des britischen Geheimdienstes.
Burckardt war in England von Forschungsreisenden gewarnt worden, dass er seine Notizen und die Ortsbestimmungen mit dem Kompass im Geheimen machen solle, um nicht in den Verdacht zu geraten, ein ausländischer Spion zu sein – was er ja auch war, wenn auch nicht im militärischen, sondern im wirtschaftlichen Sinn. Dieses Damoklesschwert hing denn auch während seiner gesamten Reisen ständig über ihm, um so mehr, als diese ihn immer wieder in unruhige Grenzgebiete des Osmanischen Reichs führten (Nubien, Hedschas, Akaba). Es ist erstaunlich, dass er unter diesen erschwerten Umständen so ausführliche und exakte Berichte erstellen konnte.

## Burckhardts Verhältnis zum Orient und zum Islam
Burckhardt verspürte zwar eine Sympathie für die Beduinen, aber er wurde im Orient nie heimisch. Aus seinen Briefen spricht eine Sehnsucht nach der europäischen Heimat, Landschaft und Kultur. Es war sein fester Plan, nach der Erfüllung seines Auftrags nach England zurückzukehren, sich dort beruflich zu etablieren und wenn möglich eine Familie zu gründen.

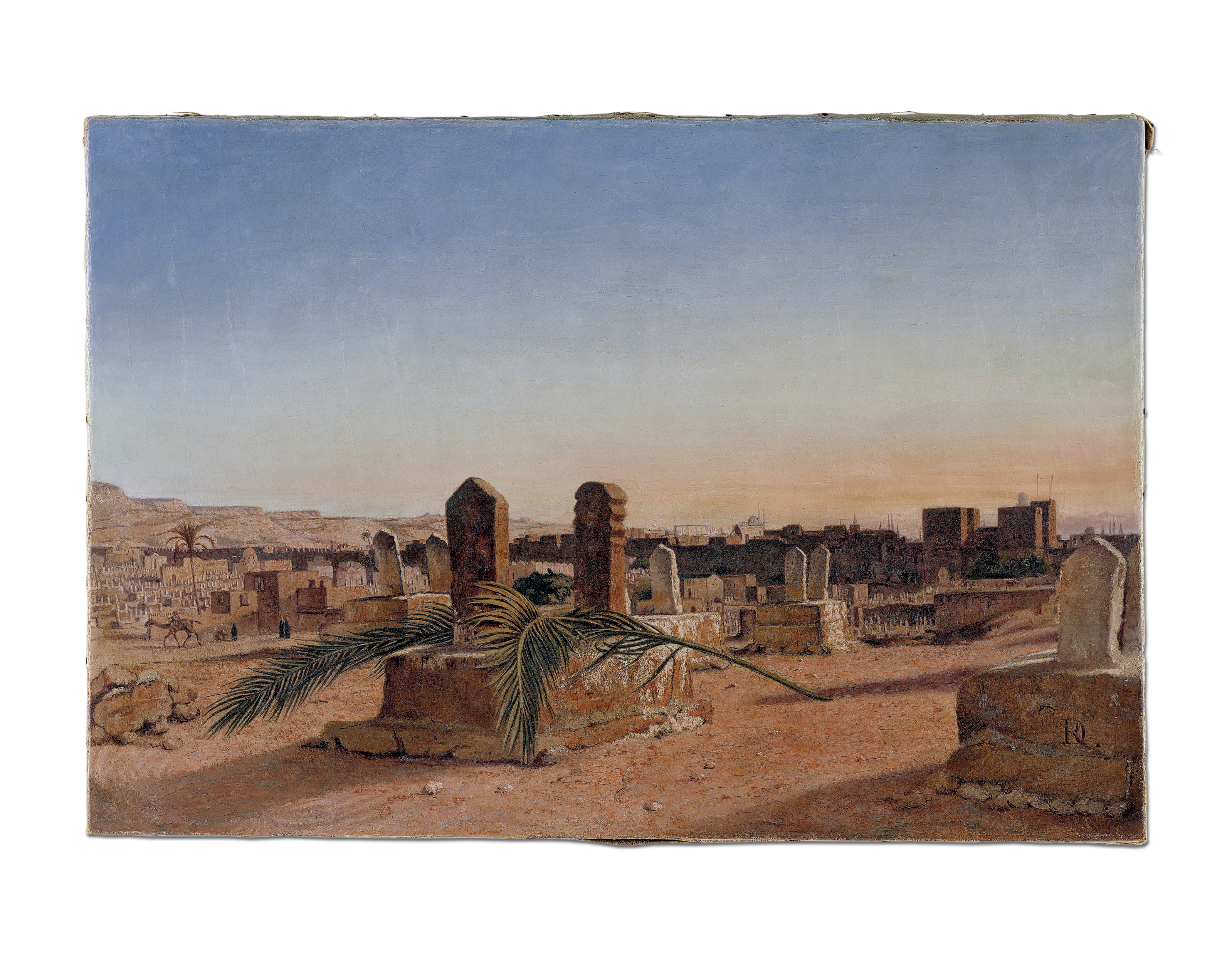
So könnte Scheich Ibrahims Grab ursprünglich ausgesehen haben. Orientalischer Friedhof, Gemälde von Rudolf Durheim, um 1855.

Viel wurde darüber diskutiert, ob Burckhardt als Muslim gestorben sei, und manchmal wird er auch «der erste Muslim Basels» genannt. Er selbst hat sich nie explizit dazu geäussert. Vielleicht war ihm als zwar gläubigem, aber aufgeklärtem Geist diese Frage auch gar nicht so wichtig. Sein fester Plan, sich nach seiner Rückkehr nach England eine bürgerliche Existenz aufzubauen, sowie verschiedene Bemerkungen in seinen Aufzeichnungen deuten eher in die Richtung, dass seine Konversion zum Islam rein opportunistisch war, da sie ihm für seine Reisen nützlich schien bzw. für die Haddsch nach Mekka sogar unerlässlich war. So notierte er betreffend der Prüfung seiner Rechtgläubigkeit durch Mohammed Ali Pascha: «Er behandelte mich allerdings als einen Muselmann. und ich schmeichle mir selbst, dass die Dreistigkeit meines Betragens zu Tayf ihn überzeugt habe, dass ich ein ächter Proselyt sey.» Betreffend seines Begräbnisses diktierte er in sein Testament: «Die Türken werden sich meines Leichnams bemächtigen, überlasst ihn denselben ruhig.»

## Ehrungen
Eine 1857 von Ferdinand Schlöth geschaffene Denkmalbüste aus Marmor befindet sich in der Aula des Museums an der Augustinergasse in Basel.
1991 wurde Johann Ludwig Burckhardt postum von der jordanischen Königin Nur al-Hussain der jordanische Orden der Unabhängigkeit zweiter Klasse verliehen. Er befindet sich als Leihgabe der burckhardtschen Familienstiftung im Historischen Museum Basel.

## Werke
Burckhardt verfasste seine Berichte an die African Association in englischer Sprache. Er hatte selbst nicht die Absicht, sie zu publizieren. Seine Reiseberichte, seine kommentierte Sammlung arabischer Sprichwörter und seine Monografie über die Beduinen und Wahhabiten wurden im Auftrag der African Association zwischen 1819 und 1831 redigiert und herausgegeben. Ab 1820 erschienen seine Schriften in deutscher Übersetzung in der Reihe Neue Bibliothek der wichtigsten Reisebeschreibungen in Weimar. Nachfolgend werden die Erstausgaben aufgeführt.

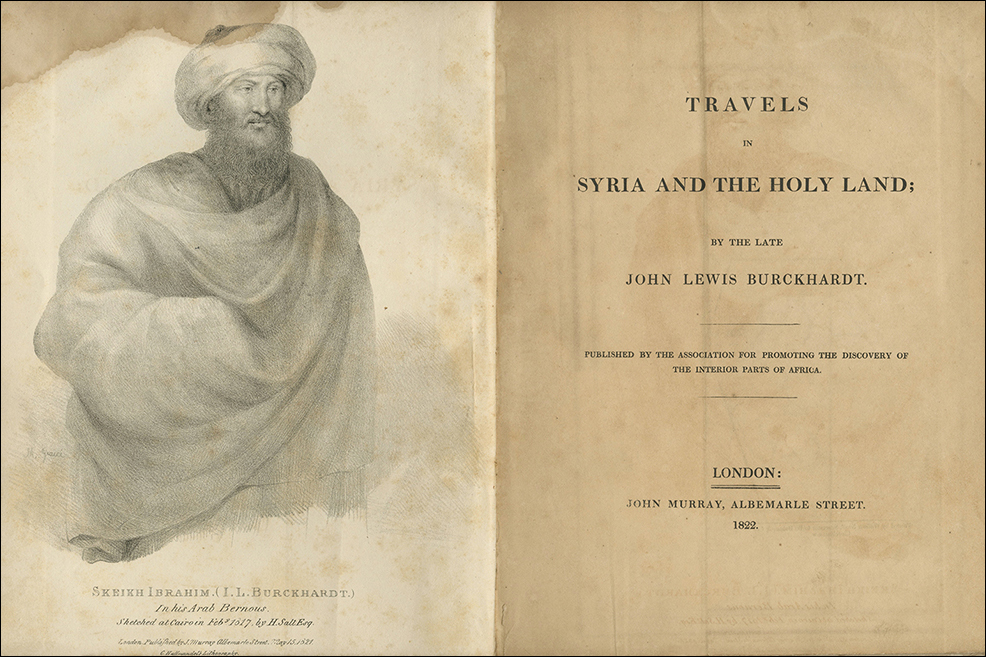
Frontispiz und Titelblatt von Travels in Syria and the Holy Land

- John Lewis Burckhardt: Travels in Nubia. Hrsg. von William Martin Leake. London 1819 (Digitalisat)[31]
  - Johann Ludwig Burckhardt: Johann Ludwig Burckhardt’s Reisen in Nubien. Weimar 1820 (Digitalisat)[31]
    - Nachdruck: Johann Ludwig Burckhardt: Entdeckungen in Nubien 1813–1814. Herausgegeben, bearbeitet und eingeleitet von Helmut Arndt. Erdmann, Tübingen 1981, ISBN 3-88639-501-4.
- John Lewis Burckhardt: Travels in Syria and the Holy Land. Hrsg. von William Martin Leake. London 1822 (Digitalisat)
  - Johann Ludwig Burckhardt: Johann Ludwig Burckhardt’s Reisen in Syrien, Palästina und der Gegend des Berges Sinai. Herausgegeben und mit Anmerkungen begleitet von Wilhelm Gesenius. 2 Bände. Weimar 1823–1824 (Digitalisat)
- John Lewis Burckhardt: Travels in Arabia. Hrsg. von William Ouseley. London 1829 (online)
  - Johann Ludwig Burckhardt: Johann Ludwig Burckhardt’s Reisen in Arabien. Weimar 1830
    - Teilausgabe: Johann L. Burckhardt: In Mekka und Medina. An den heiligen Stätten des Islam (= Cognoscere. Band 2). Herausgegeben und eingeleitet von Uwe Pfullmann. Edition Ost, Berlin 1994, ISBN 3-929161-15-X.
- John Lewis Burckhardt: Arabic Proverbs, or the manners and customs of the modern Egyptians. Hrsg. von William Ouseley. London 1830 (Digitalisat)
  - Johann Ludwig Burckhardt: Arabische Sprichwörter, oder die Sitten und Gebräuche der neueren Ägypter erklärt aus den zu Kairo umlaufenden Sprüchwörtern. Weimar 1834 (Digitalisat)
    - Nachdruck mit einem Vorwort von Wolfgang Mieder. Olms, Hildesheim 2012, ISBN 978-3-487-14839-7.
- John Lewis Burckhardt: Notes on the Bedouins and Wahábys. Hrsg. von William Ouseley. London 1831, 2 Bände (Digitalisat Band 1, Band 2)
  - Johann Ludwig Burckhardt: Bemerkungen über die Beduinen und Wahaby. Weimar 1831 (Digitalisat)

Briefe
- Carl Burckhardt-Sarasin, Hansrudolf Schwabe-Burckhardt (Hrsg.): Scheik Ibrahim (Johann Ludwig Burckhardt) – Briefe an Eltern und Geschwister. Helbing und Lichtenhahn, Basel 1956.
- Therese Wollmann (Hrsg.): Scheich Ibrahim. Briefe aus dem Orient. Hans Huber, Bern 2003, ISBN 3-456-84052-7.

## Film
- Gaudenz Meili: Sheik Ibrahim: Johann Ludwig Burckhardt (1784–1817). Drehbuch zu einem [nicht realisierten] Dokumentar-Spielfilm (1992), Zentralbibliothek Zürich, 2006. 68 Blatt, Ill (Swissbib).
- Expedition in die Wüste – Johann Ludwig Burckhardt Doku-Drama in der ZDF-Reihe Terra X, 43:43 Min. Drehbuch: Friedrich Klütsch, Moderation: Robert Atzorn, Produktion: CineCentrum. Erstsendung: 12. Februar 2012.